# Kortwoude
Kortwoude (Fries: Koartwâld) is een buurtschap in de Nederlandse provincie Friesland, in de gemeente Achtkarspelen.
Het ligt bij de grens met de provincie Groningen, ten zuiden van Surhuizum, waar het formeel ook grotendeel onder valt. De bewoning van de buurtschap ligt aan een gelijknamige weg, die op zijn beurt onderdeel uitmaakt van de N358. De buurtschap bestaat uit 28 adressen en heeft zo'n 70 inwoners.

## Geschiedenis
Oorspronkelijk was Kortwoude naast Augustinusga, Buitenpost, Drogeham, De Kooten, Lutkepost, Surhuizum en Twijzel een van de acht Münsterse karspelen ten westen van de Lauwers, waar de gemeente haar naam aan dankt. Kortwoude kwam reeds in de 15e eeuw voor als Cortwolda. Andere vermeldingen zijn: Tortwolda (1475), Corttwoltt (1501), Cortwold (1543), Kort Woolde (1718) en Kortwold (1786). De plaatsnaam verwijst naar een kort/klein moerasbos waarbij het gelegen was.
Kortwoude werd geteisterd door overstromingen en het dorp dat nog maar uit vier woningen bestond, kon het onderhoud van de plaatselijke kerk niet meer opbrengen. Hierop kreeg Kortwoude in 1441 toestemming van paus Eugenius IV om zich bij Surhuizum te voegen. In tegenstelling tot Surhuizum had Kortwoude namelijk geen mogelijkheid tot opstrek en daarmee geen mogelijkheid tot groei. Het oude kerkhof zou later deels doorsneden worden door de weg naar Surhuizum, maar ter plaatse is nog wel een laagte in het land aanwezig van een vroegere poel. In deze poel vonden in de 18e eeuw de onderdompelingen plaats van de Church of the Brethren, een geloofsgemeenschap van Zuid-Duitse anabaptisten die in Surhuisterveen verbleven maar spoedig naar Amerika zouden gaan.
Gerkesklooster kreeg op een gegeven moment de meest zuidelijke boerderij van Kortwoude in handen. Net als in het naburige Topweer in Groningen stichtte het klooster hier een uithof: "Ter Schoole". De uithof legde zich met name toe op het houden van schapen en het steken van turf. Voor de turfwinning was de zuidelijke locatie van de boerderij erg geschikt. Het klooster kon namelijk zijn gebied enorm uitbreiden in zuidwestelijke richting. In dit gebied zouden later de dorpen Surhuisterveen, Boelenslaan en Houtigehage ontstaan. Om de afvoer van turf veilig te stellen kwam de abt van Gerkesklooster in 1492 met de inwoners van Surhuizum overeen om de Oude (Veenster) Vaart door Kortwoude te kanaliseren en bevaarbaar te maken alsmede om de afwatering van het gebied te verbeteren.
In 1879 bestond Kortwoude uit 16 huizen en had het 79 inwoners. Kortwoude was eertijds een van de weinige toegangswegen tot Groningen. De Kaleweg of "Groningerlaan" sloot hier via de Kortwoudertille over de Oude Vaart aan op de weg van Surhuisterveen naar Surhuizum. Omwille van de uitbreiding van Surhuisterveen vatte de gemeente in de jaren 80 van de vorige eeuw het plan op om de grens met Surhuizum te verleggen en zo Kortwoude (gedeeltelijk) in te lijven. De inwoners van Kortwoude spraken zich uit tegen een dergelijke wijziging en tegenwoordig hoort de buurtschap ook nog bij Surhuizum.

## Gebouwen
Kortwoude telt twee inschrijvingen in het rijksmonumentenregister.

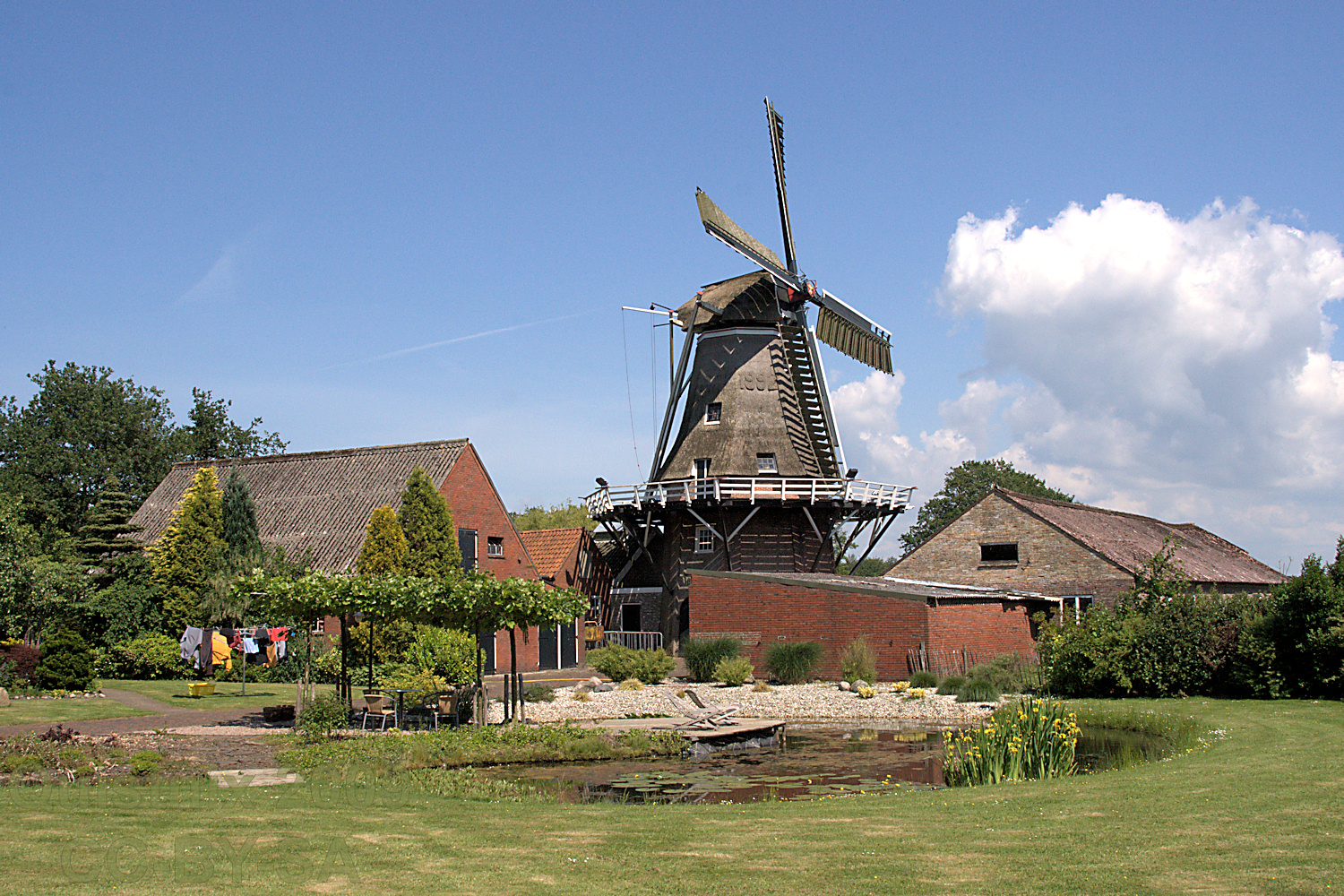
Molen Koartwâld bij Kortwoude.

### De molen Koartwâld of Feanster Moune
Op de Schotanusatlas van 1664 wordt bij de "Kortwoldumer tille" al een molen weergegeven. Deze brandde echter af in 1864, waarna de huidige Feanster Moune aan de andere kant van de weg gebouwd werd. Bij de molen hoorden eveneens een boerenbedrijf en roggebakkerij. In eerste instantie verwerkte de molen dan ook enkel rogge. In 1906 kreeg de molen zelfzwichting en in 1907 werd de molen voorzien van een petroleummotor om minder afhankelijk van de wind te zijn. In 1946 zorgde een zware storm ervoor dat de kleppen van het zelfzwichtingssysteem dichtsloegen en de wieken en de kap van de molen afgerukt werden. De schade werd echter niet hersteld waarna de molen in verval raakte. In 1990 werd begonnen met de restauratie van de molen. In 1995 was de restauratie voltooid en werd de molen weer in gebruik genomen.

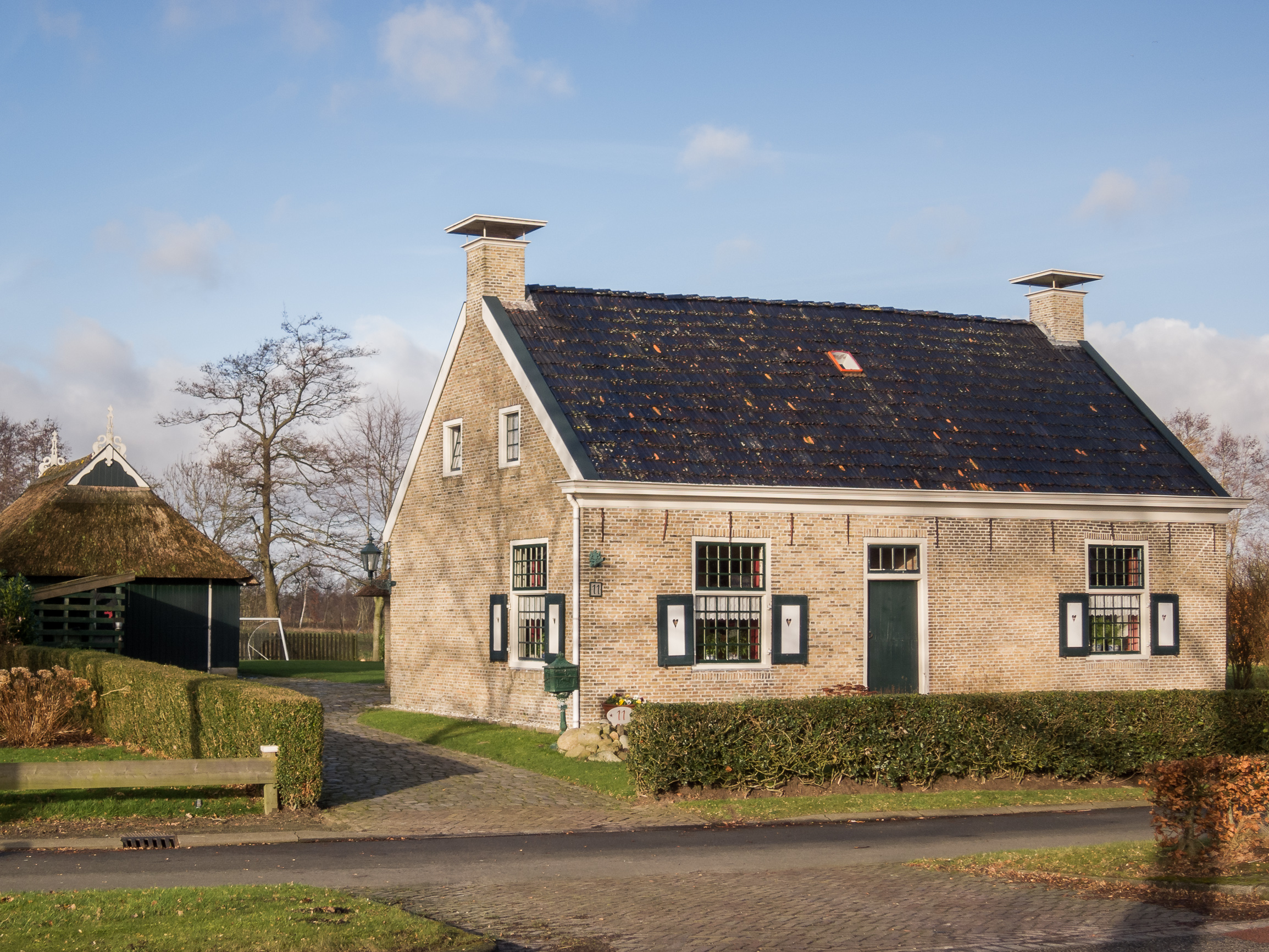
Koartwâld 11, Surhuizum.

### Koartwâld 11
Hoewel dit streekje meer van dit type woningen kende, resteert anno 2018 alleen Koartwâld 11 nog. Het is een eenvoudige woning van Friese geeltjes met een zadeldak tussen twee topgevels. Een nokanker in de noordgevel vermeldt de jaartallen 1817 en 1858. De woning is onlangs hersteld.
Dorpen: Augustinusga · Boelenslaan · Buitenpost · Drogeham · Gerkesklooster · Harkema · Kootstertille · Stroobos · Surhuisterveen · Surhuizum · Twijzel · Twijzelerheide

Buurtschappen: Barghiem · Blauwhuis · Blauwverlaat · Buweklooster · Buwetille · De Kooten · De Laatste Stuiver · Dijkhuizen · Egypte · Gerben Allesverlaat · Hamsterpein · Hamshorn · Hiltjemoeiswouden · Jachtveld · Kortwoude · Kuikhorne (deels) · Lutkepost · Monniketille · Ophuis · Opperkooten · Rohel · Roodeschuur · Surhuizumer Mieden · Uitland · Vierhuizen · Westerend · Wildpad (deels) · Wildveld

Friesland: Steden en dorpen      Nederland: Provincies · Gemeenten